# Дом синдиката
Дом синдиката, из спонзорских разлога познат и као mts дворана, вишенаменска је зграда на београдском тргу Николе Пашића. Више година је коришћена као средиште радничких синдиката, и отуд носи име. Зграда је завршена 1957. године, а до 1970-их постала је најпопуларније место за забаву у граду, због чега је добила надимак „београдска Олимпија”, а касније је адаптирана у први градски мултиплекс. Године 2013. зграда је проглашена спомеником културе.

## Историја
Дворана Дома синдиката свечано је отворена 13. јуна 1957. године на темељима зграде која је грађена од 1947. до 1955. према пројекту архитекте Бранка Петричића. Од те године па до данас, у Дому синдиката су се одржавали, и даље се одржавају, многи културни догађаји од значаја за Београд, међу којима је био и први ФЕСТ давне 1971. године.
Априла 2013. године Влада Србије је комплетну зграду Дома синдиката прогласила за споменик културе у Београду.
Реконструкција Дворане Дома синдиката започета је јуна 2017. године, а инвестиција у реконструкцију, укључујући и опрему, износила је преко 4,5 милиона евра.
Комбанк Дворана свечано је отворена 27. априла наступом пијанисте класичне и електронске музике Франческа Тристана и Симфонијског оркестра РТС -а на челу са маестром Бојаном Суђићем.
Комбанк Дворана настала на темељима светске филмске, али и музичке прошлости и обојена најразличитијим бојама домаће уметности, априла 2018. године наставила је живот спремна је да њоме закораче неки нови клинци, али и сведоци неких бољих времена. Они који ће моћи да посведоче с поносом да је „даскама“ које живот значе крочио чувени Луј Армстронг, Би Би Кинг, Ела Фицџералд, али и домаћи  великани као што је Ђорђе Марјановић, Оливера Катарина, али и легенда изворне - народне музике Мирослав Илић са укупно одржана 29 концерата у Дворани Дома синдиката и непоновљива бројка од 33 узастопна концерта које је одржала Лепа Брена.
Као место које је слови за колевку ФЕСТ-а, Двораном Дома синдиката давне 1971. године прошли су и славни редитељи и велики филмски аутори Федерико Фелини, Роберто Роселини, Микеланђело Антониони, Луис Буњуел, Милош Форман. Они и још многе друге славне личности из различитих области су дали печат и емотивни и културни залог за будућа времена и данашњу Комбанк Дворану која поносно стоји  на овим дубоко укорењеним темељима.
Свој наступ у Дворани Дома синдиката имао је и славни пијаниста Артур Рубинштајн. Концертни клавир на коме је извео свој наступ Стенвеј & Санс се налази у Дворани и још увек се користи као јединствени примерак.
Поред ових догађаја у Дворани Дома синдиката је организован и велики шаховски турнир 1977. године, на којем се догодио и сусрет великана тадашњег шаха Бориса Спаског и Виктора Корчноја.
Овде је одржана Друга конференција о светском становништу 1965. године.

## Културно наслеђе
У Дому синдиката се одржавају разни догађаји од културног значаја за град, али и за земљу. Пре изградње Сава центра у Дому синдиката је настао и одржавао се ФЕСТ.
У Дому синдиката се од 1957. године налазе концертне оргуље.
Зграда Дворане Дома синдиката је 2013. године званично проглашена за споменик културе.
Позната по својој акустичности Дворана Дома синдиката представља јединствени културни објекат у центру града који је био домаћин свих већих домаћих филмских и музичких фестивала, а многи и везују саме своје почетке за ову Дворану (ФЕСТ, Мартовски фестивал, БЕМУС, Београдско пролеће...)
Поред великог културно-уметничког значаја Дворана служи и за одржавање разних фестивала, конгреса и конференција.
Дворана Дома синдиката је затворена 2017. године због реновирања, а отворена 10 месеци касније, у "новом руху" као Комбанк Дворана, 27. априла 2018. године. Од 29. априла 2022. зове се МТС Дворана.

### Концертне оргуље
Концертне оргуље које се налазе у објекту, рад чувене фирме Walcker из 1957. године, представљају оригинално уметничко-занатско дело велике вредности. Оне су биле у функцији све до 1998. године.

### „Индустријализација” Петра Лубарде
Слика Петра Лубарде "Индустријализација" се налази у Дворани Дома синдиката од 1961. године, а 31. октобра 2017. године је проглашена за културно добро од стране Музеја савремене уметности.
Инспирисани културним наслеђем 2021. године у оквиру Комбанк Дворане на првом спрату је отворен Галерија Комбанк Дворане. Министарка културе и информисања Маја Гојковић је свечано отворила Галерију Комбанк Дворане, а прва званична изложба је изложба слика, скулптура и видео-рада Милоша Шобајића.